# Spinotarsus papillatus
Spinotarsus papillatus är en mångfotingart som beskrevs av Kraus 1960. Spinotarsus papillatus ingår i släktet Spinotarsus och familjen Odontopygidae. Inga underarter finns listade i Catalogue of Life.